# Cyperus tanganyicanus
Cyperus tanganyicanus là loài thực vật có hoa trong họ Cói. Loài này được (Kük.) Lye mô tả khoa học đầu tiên năm 1983.